# Parvospeonomus delarouzei
Parvospeonomus delarouzei es una especie de escarabajo del género Parvospeonomus, familia Leiodidae. Fue descrita por Leon Fairmaire en 1860.

## Distribución
Se encuentra en Francia y España.